# Impremta

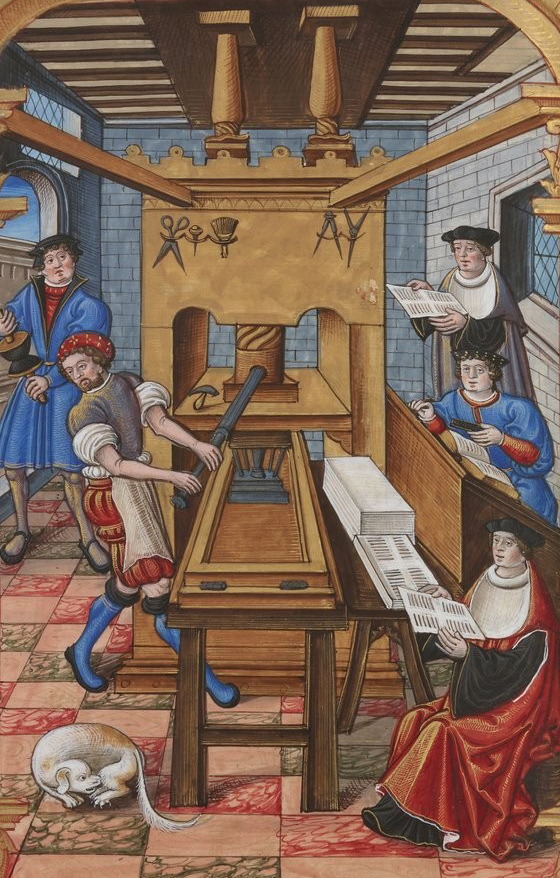
Impremta del segle XV

Una impremta o premsa d'impremta és un dispositiu mecànic que permet, per mitjà de la pressió a una superfície entintada, la reproducció de textos escrits i imatges per un mitjà d'impressió com pot ser el paper, tela, pergamí o altres materials. És també el conjunt de procediments gràfics i de tècniques que concorren en l'elaboració d'una obra impresa. Consisteix a aplicar tinta, generalment oliosa, sobre unes peces metàl·liques per gravar-les als materials per compressió. Més modernament, l'evolució de diverses tecnologies ha donat lloc a nous mètodes d'impressió i reproducció, com són la flexografia, la serigrafia, el gravat al buit, o l'alt gravat, entre d'altres. Qui fa la feina d'imprimir o estampar és l'impressor o estamper.
Ell llibre imprès més antic que es conserva és el Nou Codi d'Etiqueta de Yi Gyu-bo, publicat a Corea entre 1234 i 1241. Majoritàriament, s'atribueix l'invent de la impremta a Johannes Gutenberg, tot i que en realitat la impremta de tipus mòbils procedeix de l'Extrem Orient creada per Bi Sheng, qui al segle xi ja la feia servir.
A Europa la va començar a fer servir Johannes Gutenberg cap al 1440, al Sacre Imperi Romanogermànic, com un conjunt d'innovacions en premses de caragol existents. Gutenberg va desenvolupar un sistema d'impressió complet, el que perfecciona el procés d'impressió a través de totes les seves etapes mitjançant l'adaptació de les tecnologies existents a Occident per als propòsits d'impressió.

## Antecedents de la impremta

### Les primeres manifestacions
La utilització de les pedres per segellar potser és la forma més antiga coneguda d'impressió. D'ús comú en l'antiguitat a Babilònia i molts altres pobles, com a substitut de la firma i com a símbol religiós, eren segells i tampons per imprimir sobre argila, o pedres amb dibuixos tallats o gravats en la superfície. La pedra, incrustada sovint en un anell, s'acoloria amb pigment o fang i es premsava contra una superfície elàstica i dúctil per tal d'aconseguir la seva impressió.
Les primeres manifestacions impreses van ser ideogràfiques, d'aquesta manera el primer escrit que es coneix s'atribueix als sumeris de Mesopotàmia i és anterior al 3000 aC.
- Primeres manifestacions a la Xina: La civilització de l'antiga xina no només va inventar el paper, sinó que també ho farà del principi de la impremta. La teoria més acceptada és que els orígens de la impremta xinesa s'ha de buscar els Txops al segle iii aC segells gravats amb caràcters cal·ligràfics fets amb petits blocs de jade, or o ivori. Amb els Txops els xinesos ja tenien resolt el principi de la xilografia al Segle VII, la primera tècnica d'estampació que permet la multiplicitat d'exemples. A partir d'una matriu (un bloc de fusta), és grava amb Gúbia i/o Burí, allò que es vol reproduir, s'entinta, es col·loca un paper a sobre, es pressiona i ja tenim la imatge reproduïda mecànicament. Amb la tècnica d'estampació de la xilografia s'imprimien documents, rotlles i llibres de blocs. El llibre de bloc més antic conservat és el “Sutra del Diamant”, fet l'any 868 dC per fer un llibre com aquest es calcula què es necessitaven uns 60.000 blocs de fusta.[4]
- Primeres manifestacions a Corea: Els coreans seran els primers a utilitzar tipus mòbils metàl·lics. Utilitzant aquest sistema s'imprimirà el Jikji, de l'any 1377. El Jikji és el primer llibre imprès amb tipus metàl·lics de la història de la humanitat.[5] Posteriorment, també van sorgir sistemes isosil·làbics a l'Egeu, la vall de l'Indus i Xina. Un altre sistema d'escriptura semblant data del 1300 aC i s'ha trobat a la costa del nord de l'actual Síria, però en aquest cas els caràcters de l'escriptura eren unes falques com les de l'escriptur a cuneïforme de Mesopotàmia. En els seus començaments a Orient, les impressions s'aconseguien oprimint el paper amb un tros de fusta contra el bloc entintat, el qual va inventar Bi Sheng.

Durant l'edat mitjana, juntament amb la invenció del paper, els xinesos van donar els primers passos en el desenvolupament de la impremta. Van buscar un procediment que, en lloc de copiar els escrits a mà, els permetés obtenir moltes reproduccions iguals d'un mateix original. La solució va ser llaurar els caràcters d'una pàgina en una planxa de fusta, de manera que aquests sobresortissin. Després entintaven la planxa i aplanaven sobre ella fulls de paper.
Des del segle vi, a la Xina i el Japó es practicava la impressió de bloc de fusta per a lletres i gravats, però resultava poc precís si la fusta es trencava en exercir-hi molta pressió, a més que no es podien corregir errors al tallat. A aquest tallat sobre fusta se l'anomena xilografia. És considerat el primer sistema de reproducció d'imatges a través de la impressió.
Dos factors importants que van influir favorablement en el desenvolupament de la impremta a la Xina van ser la invenció del paper a 105 dC i la difusió de la religió budista. Els materials d'escriptura comuns de l'antic món occidental, el papir i el pergamí, no resultaven apropiats per a imprimir. El papir era massa fràgil com a superfície d'impressió i el pergamí, un teixit fi extret de la pell d'animals, resultava un material costós. El paper, per contra, és bastant resistent i econòmic. La pràctica budista de confeccionar còpies de les oracions i els textos sagrats va afavorir els mètodes mecànics de reproducció.

### La utilització dels tipus mòbils
Els tipus mòbils, fosos en motlles, van ser inventats independentment pels coreans al segle xiv, però també els van considerar menys útils que la impressió tradicional amb l'ús de blocs. (Vegeu Tipus mòbils)
Els impressors orientals que van utilitzar tipus mòbils els mantenien units amb fang o amb varetes. Els primers llibres es van realitzar en planxes de fang que contenien caràcters o dibuixos incidits amb un punxó (Planxes de fang). Les primeres civilitzacions que van realitzar aquests documents van ser els antics pobles de Mesopotàmia, entre els quals, els sumeris i els babilonis. Encara que aquests havien estat imprimint des de cent anys abans, el cost tan elevat i la impossibilitat de la fabricació en massa va ser un impediment per a ells, a més que per cada pàgina s'havia de fer un motlle específic, fent que el procés fos especialment lent.
A més, per a la societat oriental va ser especialment difícil a causa a la gran quantitat de símbols. En canvi, per als europeus no va ser així, a causa al nombre considerablement menor de símbols (lletres) que els xinesos, els costos van ser molt menors, facilitant així la seva producció.
Gràcies a la suma de la premsa, la utilització dels tipus mòbils va causar una revolució a Europa. La utilització de la premsa no és casualitat que es produeixi a Europa, ja que, des de l'època dels romans, els europeus la utilitzaven per a premsar olis i raïm.
Més semblants als llibres actuals van ser els rotllos que realitzaven els egipcis, els grecs i els romans, compostos per llargues tires de papir (un material semblant al paper, que s'obtenia a partir dels joncs del delta del riu Nil, que s'enrotllaven al voltant d'un bastó de fusta. El text s'escrivia amb una ploma, també de jonc, en denses columnes i per una sola cara, i es podia llegir desplegant el rotllo. La longitud de les làmines de papir era molt variable, i la més llarga que es coneix és el papir anomenat Papyrus Harris el qual feia uns 40,5 metres i es troba al Museu Britànic de Londres.

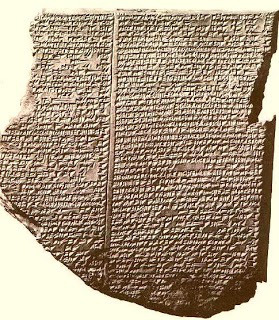
Planxa de fang amb punxó

Més endavant, cap al segle iv aC, els llibres més llargs els van començar a subdividir en diversos rotlles, que s'emmagatzemaven junts. Els escribes professionals es dedicaven a copiar o escriure al dictat, i els rotlles solien protegir-se amb teles i portaven una etiqueta amb el nom de l'autor. Atenes, Alexandria i Roma eren grans centres de producció de llibres.
No obstant això, la còpia a mà era lenta i costosa, de manera que només els temples i algunes persones riques o poderoses podien posseir-los, i la major part dels coneixements es transmetien oralment, per mitjà de la repetició i la memorització.
Encara que els papirs eren barats, fàcils de confeccionar, resultaven poc duradors i molt fràgils, fins al punt que, en climes humits, es desintegraven en menys de cent anys. Per això, gran part de la literatura i de la resta de material escrit de l'antiguitat s'ha perdut d'una manera irreversible. El segle iv va marcar també la culminació d'un llarg procés, que havia començat al segle i, que tendeix a substituir els incòmodes rotlles pels primers còdexs, antecedent directe dels actuals llibres.
El còdex, que en un principi era utilitzat pels grecs i els romans per a registres comptables o com a llibre escolar, consistia en un quadernet de fulles ratllades fetes de fusta coberta de cera, de manera que s'hi podia a sobre ell amb alguna cosa afilada i esborrar-la després, si calia. Entre les tauletes de fusta s'inserien, de vegades, fulls addicionals de pergamí. Amb el temps, va anar augmentant la proporció de papir o, posteriorment, pergamí, fins que els llibres van passar a confeccionar-se gairebé exclusivament d'aquests materials, que, plegats, formaven quadernets, que després s'ajuntaven entre dues planxes de fusta i es lligaven amb corretges. Les columnes d'aquests nous formats eren més amples que les dels rotlles.

Llibre manuscrit en papir

## Naixement de la impremta

### Inventor
La invenció de la impremta al món occidental s'atribueix a Johannes Gutenberg, el "Pare de la Impremta", que durant el segle xv creà la seva pròpia impremta i va inventar un procediment d'impressió de tipus mòbil, intercanviable i reutilitzable.
No obstant això, s'han trobat inscripcions sobre objectes d'argila procedents de les antigues civilitzacions romanes dels anys 430 aC. Però la creació de la impremta també té els seus inicis a l'antiga Xina amb la xilografia. A la dinastia Han (206 aC – 220 dC), els artesans xinesos reproduïen sobre tela il·lustracions gravades en blocs de fusta com a impremta. La tècnica xinesa va avançar quan cap al segle ix es desenvoluparen els tipus mòbils. Durant el segle xv, Gutenberg va desenvolupar un mètode que va permetre fondre satisfactòriament les lletres metàl·liques en dimensions precises. Aquesta invenció va anar acompanyada de la primera obra impresa de la història: la Bíblia de Gutenberg.
En el període comprès entre 1450 i 1500 dC es van arribar a imprimir més de 6.000 obres diferents a causa del gran augment del nombre d'impremtes.

### Història de la Impremta
Fins a l'any 1450 i tots els anys posteriors, es difonien còpies manuscrites dels llibres, aquestes eren escrites per monjos i frares dedicats exclusivament a resar i a la rèplica d'exemplars per encàrrec del mateix clergat o de reis i nobles. Aquests escriptors duien a terme el copiat de llibres a l'Scriptorium. Els monjos realitzaven la funció de copistes, imitaven signes que moltes vegades no entenien, aquest darrer detall era fonamental quan es tractava de la còpia de llibres prohibits. Les il·lustracions i les lletres majúscules eren un producte decoratiu i artístic que realitzava el mateix copista amb la llibertat de decorar cada exemplar al seu gust.
Tot i que el mèrit de la invenció de la impremta es dona a Gutenberg, que durant el segle xv va inventar un procediment d'impressió de tipus mòbil, intercanviable i reutilitzable, cal cercar també els seus inicis a l'antiga Xina i a la creació dels txops. Amb aquest invent, els xinesos, ja tenen resolt el principi de la xilografia, la primera tècnica d'estampació que permet la multiplicitat d'exemplars. Aquest sistema consistia a gravar allò que es volia reproduir en un bloc de fusta, entintar-ho amb tinta negra, blava o vermella i col·locar un paper a sobre, després de pressionar-ho apareixia la imatge reproduïda mecànicament. La primera xilografia no permetia fer gaires còpies, ja que els motlles es desgastaven fàcilment. Aquesta tècnica va avançar quan cap al segle xi dC es desenvoluparen els tipus mòbils, tallar (d'argila o fusta) cada caràcter de forma aïllada per després col·locar-los en un determinat ordre creant un text per després imprimir-lo.
La xilografia va arribar a Europa durant el segle xv i, a partir d'aquesta, Gutenberg, juntament amb Johann Fust, va demanar un crèdit amb el qual pretenien començar a investigar com millorar aquesta tècnica. Van aconseguir desenvolupar un mètode que va permetre fondre satisfactòriament les lletres metàl·liques en dimensions precises, i així es van crear els primers tipus mòbils. Van haver de fer diversos models de cada lletra perquè coincidissin entre si, creant-ne més de 150 en total. Aquest avenç va significar la decisiva acceptació del llibre imprès com el substitut del llibre manuscrit. el desenvolupament de la impremta, juntament amb l'esclat de l'humanisme, l'increment de la bibliofília la crítica humanística i el mètode filològic van augmentar la demanda de llibres.
Igual que en la planxa d'impressió, va modificar una vella premsa de vi a la qual va subjectar el suport dels tipus mòbils deixant un buit per afegir les lletres capitals i els dibuixos. Aquests eren afegits amb el tradicional sistema xilogràfic i s'acabaven de decorar de forma manual.
Cada impressor fabricava el seu propi paper, en el qual estampava una marca d'aigua com a signatura d'impressor, d'aquesta manera el lector podia identificar de qui era el llibre. Això va canviar la societat que fins a aquest moment no s'havia preocupat per la reputació que rebien els tallers d'impressió. Els primers llibres impresos en la història de la impremta van ser anomenats incunables. La invenció de Gutenberg va anar acompanyada de l'aparició de la premsa i l'arribada del paper, creant-se així la primera obra impresa de la història: la Bíblia de Gutenberg.
Gutenberg no va calcular bé el temps que li portaria posar en marxa el seu nou invent, de manera que abans de finalitzar el treball es va quedar sense diners. Va sol·licitar un nou crèdit a Johannes Fust i, davant les desconfiances del prestador, Gutenberg li va oferir formar una societat. Johannes Fust va acceptar la proposta i va delegar la vigilància dels treballs de Gutenberg al seu nebot, Peter Schöffer, qui es va posar a treballar immediatament amb ell, alhora que vigilava la inversió del seu oncle.
Al cap de dos anys de treball, Gutenberg va tornar a quedar-se sense diners just quan estava prop d'acabar les 150 Bíblies que s'havia proposat, però Johannes Fust no va voler ampliar-li el crèdit i va donar per vençuts els anteriors. Fust es va quedar el negoci i va posar el seu nebot al capdavant, ja que havia treballat tots aquests anys amb Gutenberg. D'aquesta manera el “Pare de la Impremta” va ser desposseït del seu invent, amb la consegüent pèrdua de fama i riquesa.
Peter Schöffer va acabar la comesa que va iniciar el seu mestre i les Bíblies van ser venudes ràpidament a alts càrrecs del clergat, inclòs el Vaticà. La rapidesa de l'execució del treball va ser sens dubte el detonant de la seva expansió, ja que abans el lliurament d'un sol llibre podia posposar-se durant anys.

### Funcionalitat

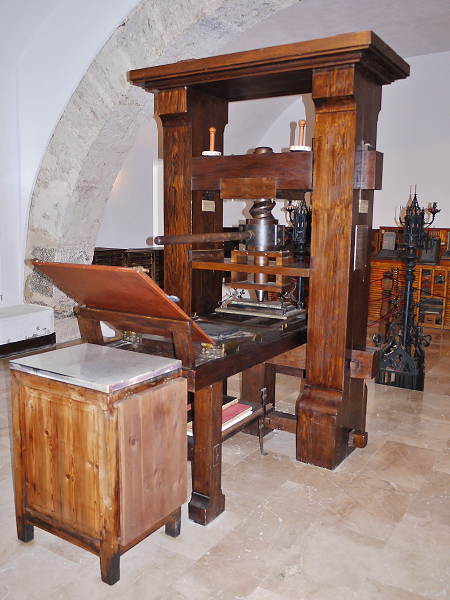
Rèplica de la impremta de Gutenberg

Per fer funcionar la impremta, s'utilitza una màquina anomenada premsa per transferir la tinta des de la planxa d'impressió a la pàgina impresa. Les primeres premses d'imprimir, eren de caragol, pensades per transmetre una certa pressió a l'element impressor o motlle, que es col·locava cara amunt sobre una superfície plana. El paper (en general humitejat), es pressionava contra els tipus amb ajuda de la superfície mòbil o platina.
Les parts superiors de la impremta freqüentment anaven subjectes al sostre i, una vegada s'havia entintat el motlle, la platina s'anava caragolant cap avall contra el motlle. La premsa anava equipada amb raïls que permetien expulsar el motlle, i tornaven a la seva posició original, de manera que no fos necessari aixecar gaire la platina. Això no obstant, l'operació resultava lenta i dificultosa, ja que aquestes premses només produïen unes 300 impressions per hora, i només imprimien una cara cada vegada.
Gutenberg, creant la seva pròpia impremta, va aconseguir desfer-se de les tauletes de fusta que es desgastaven ràpidament. El primer llibre realitzat amb la impremta va ser la Bíblia Llatina de 42 línies, que Johann Gutenberg va imprimir en dos toms. En la dècada de 1450 Gutenberg es va considerar capaç de fer diverses còpies alhora de la Bíblia en menys de la meitat del temps del qual trigava a fer una el més ràpid dels monjos copistes, sense que hi hagués cap diferència amb ella. Així van néixer els primers tipus mòbils, motlles en fusta de cadascuna de les lletres de l'alfabet que posteriorment emplenaria amb plom. Van ser necessaris diversos models (més de 150 tipus en total) de les mateixes lletres perquè coincidissin totes entre si. A continuació s'unien les lletres una a una sobre un suport i com planxa d'impressió va usar una vella premsa de vi, amb un buit per afegir seguidament les lletres majúscules i els dibuixos.
En el segle xvii es van afegir molles a la premsa per ajudar a aixecar ràpidament la platina. A la dècada de 1800, apareixen les premses de ferro, i es van substituir els caragols per palanques per fer baixar la platina. Les palanques eren bastant complicades. Per fer funcionar les palanques; primer havien de fer baixar la platina el màxim possible, i finalment havien d'aconseguir el contacte aplicant una pressió considerable. Les millors premses manuals de l'època només produïen unes 300 impressions per hora, però a partir de l'aparició de les premses de ferro, de cada impressió es podia obtenir un nombre molt més gran de pàgines, ja que permetien utilitzar motlles molt més grans que els de fusta. La impressió de llibres utilitzava quatre, vuit, setze i més pàgines per plec.
Durant el segle xix, les millores van incloure el desenvolupament de la premsa accionada per vapor; la premsa de cilindre, que utilitza un corró giratori per premsar el paper contra una superfície plana; la rotativa, en la qual tant el paper com la planxa corba d'impressió van muntats sobre corrons i la premsa de doble impressió; que imprimeix simultàniament per les dues cares del paper.

### La Bíblia de Gutenberg

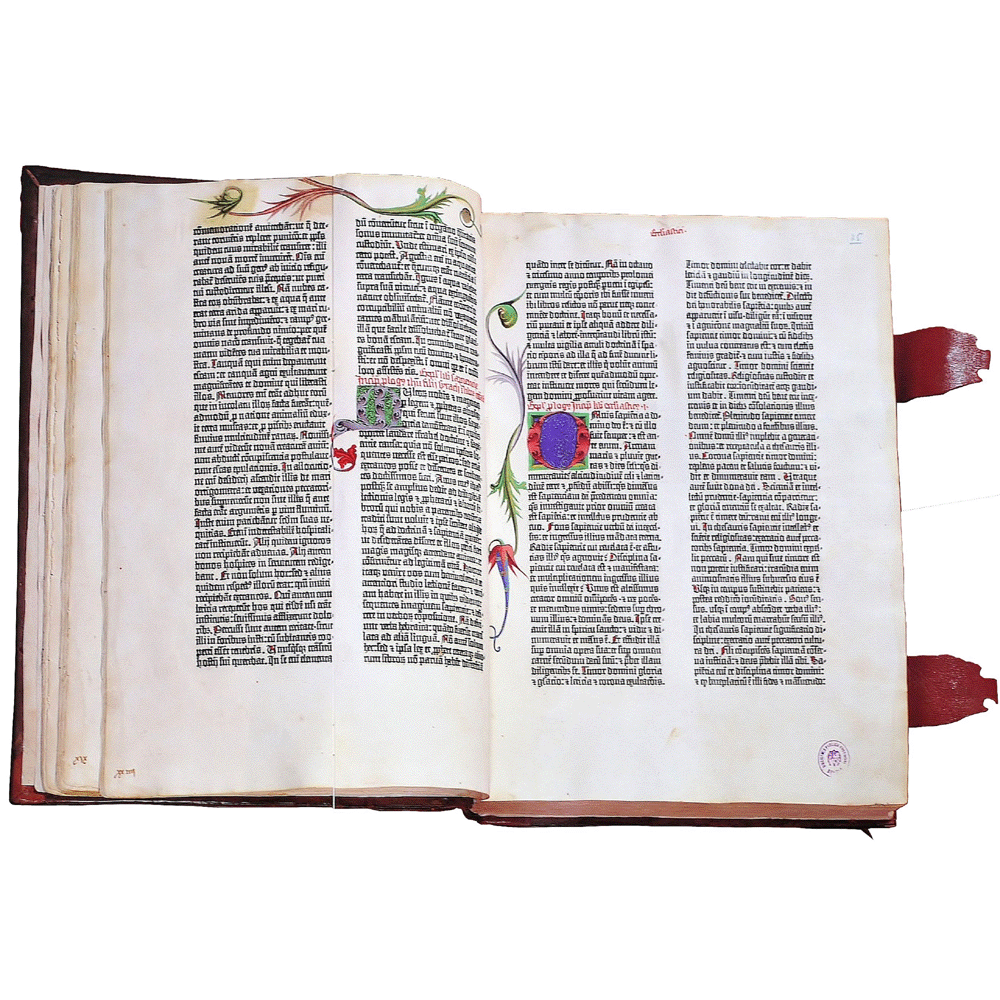
Facsímil de la Bíblia de Gutenberg de Burgos

La Bíblia de Gutenberg és també coneguda amb el nom de Bíblia de les 42 línies, aquest nom fa referència al nombre de línies impreses a cada pàgina, les quals s'organitzen en dues columnes, aquesta característica s'utilitza per a diferenciar-la de la impressió que es farà posteriorment, de 36 pàgines. La seva producció, en llatí, va ser acabada l'any 1455.
No va ser el primer llibre imprès de la història dels impresos, però sí que és el més significatiu per donar inici a la revolució de la impremta, ja que és considerat el primer llibre imprès amb continguts mòbils.
La Bíblia constava de dos volums amb un total de 1284 pàgines. Per fer-la, Gutenberg, va haver de fer més de 290 punxons que li permetien fer entre 80 000 i 100 000 tipus mòbils. Les il·lustracions que contenia cada exemplar van ser pintades a mà, per la qual cosa cada exemplar és únic.
Aquesta edició començà al voltant del 1450, i els primers exemplars van estar disponibles cinc anys més tard. Es creu que se'n van imprimir unes 180 còpies, 45 en pergamí i 135 en paper.
Una de les innovacions de Gutenberg va ser substituir el material dels motlles d'impressió, va passar de la utilització de la fusta a la del metall, donant pas a la impressió amb motlles metàl·lics. Aquesta innovació es creava a partir de diverses matrius, finalment va ser aquesta modificació la que va donar lloc al llibre modern. Encara que sempre se li ha atribuït el mèrit a Gutenberg, sense Schöffer no hauria estat possible, ja que fou ell qui dissenyà el projecte final.

## Conseqüències de la invenció de la impremta
La impremta va suposar una gran sèrie de canvis en la manera de viure de la societat i un trencament amb totes les èpoques anteriors. Aquesta tècnica va contribuir al desenvolupament de l'individualisme, el racionalisme i de la investigació científica entre d'altres. L'invent va ser una autèntica revolució tecnològica aplicada a l'art de l'escriptura, de la comunicació escrita i va ser el principi fonamental per al periodisme. Amb la impremta es trenca el monopoli de la reproducció de textos per l'Església, apareix la figura de l'autor i la indústria de la impremta. Aquest fet va originar una societat nova basada en l'alfabetització.
Es poden agrupar les conseqüències de la invenció de la impremta en cinc esferes: l'esfera religiosa, la política, l'econòmica, la cultural i la científica.

### Esfera religiosa
Una de les primeres esferes a beneficiar-se de les utilitats de la impremta va ser la religiosa, i va generar un canvi fonamental en la seva concepció. L'invent va suposar una ruptura en les barreres espaitemps i va obrir nous punts de visió davant el món pel que fa a la manera d'entendre la religió entre altres matèries. Quan la impremta va ser usada com a medi de difusió de les idees del protestantisme, i de propostes científiques o socials, que contravenien les establertes es va començar a establir una censura formal.
El protagonista d'aquest canvi en la concepció de l'Església catòlica és Martí Luter (segle XV-XVI), ja que va teoritzar una Església protestant mitjançant el llibre Teoria de les 95 tesis, en què en qüestionava el poder, en concret de les indulgències. Va ser un dels primers a alçar-se contra l'Església, el seu poder i a qüestionar-ne les funcions i els rols. Aquest llibre es coneix com l'inici de la Reforma Protestant. Anys més tard va escriure la primera traducció de la Bíblia a l'alemany. L'objectiu principal de Luter era posar fi a l'església tradicional. Primerament, es dirigia a classes mitjanes altes i els textos eren de caràcter filosòfic. De mica en mica, el seu discurs es va anar editant amb butlletes de caràcter popular amb un missatge més simple i assequible. Va utilitzar l'art d'imprimir com a mitjà propagandístic de la reforma luterana. Va ser censurat, perseguit i va haver d'exiliar-se.
La Contrareforma va ser el moviment que el catolicisme del segle xvi va prendre en  conseqüència de la Reforma Protestant. L'Església catòlica va imposar les conegudes butlles papals i l'Índex de llibres prohibits (Index Librorum Prohibitorum), a part, concretament a la península Ibèrica, la monarquia va imposar lleis com La Real Pragmàtica i La Ley de Sangre, a causa de les abundants publicacions d'obres en contra de la religió, ideologies polítiques revolucionàries, teories científiques, entre d'altres. Emfasitzant en l'Església, la butlla “Contra impressores librorum reprobatorum”, posteriorment la butlla “Inter multiplices”, va provocar que els llibres haguessin de supervisar-se per un representant abans de ser publicats. Anys més tard es va crear la Congregació del Sant Ofici, i van crear l'Index librorum prohibitorum, en el qual s'incloïen tots els llibres que l'Església considerava pagans o heretges. Tot i això, es van inventar formes de burlar la censura com la utilització de pseudònims per als autors, de llocs de publicació imaginaris (Freetown) i, fins i tot impressors inexistents com Pierre de Manteau, de Colònia.
Tots aquests processos es van poder efectuar mitjançant textos escrits mecànicament utilitzant el sistema de tipus mòbils inventat per Gutenberg, la impremta. Va ser una lluita entre la llibertat d'expressió que oferia aquest invent als individus vers la repressió d'un sistema de vida basat en els principis i normes establertes per l'Església.
Alguns exemples d'autors i de llibres que van ser manipulats o censurats podrien ser:
Nicolau Copèrnic (segles XV-XVI) és considerat el precursor de l'astronomia moderna, ja que va introduir el concepte cosmos heliocèntric, aquesta idea va tenir molt d'impacte a l'Església i, tot i que aquesta va investigar en el camp de l'astronomia, van incloure l'obra De Revolutionibus Orbium Coelestium a l'Índex de llibres prohibits.
Galileo Galilei (segle XVII) va ser un filòsof i destacat científic que defensava les idees de Copèrnic. Com que qüestionava els principis catòlics van obligar-lo a negar-les i van censurar els seus treballs, entre els quals es pot trobar Sidereus Nuncius. Va acabar morint de vell sota arrest domiciliari.
Michel de Montaigne (segle xvi) publica uns Assaigs (Montaigne) considerats com una de les obres principals del pensament humanista francès del segle en què va viure, censurats perquè qüestionaven el catolicisme. Es van introduir a l'Index librorum prohibitorum.  
Jean-Jacques Rousseau (segle xviii) publica el llibre El contracte social, censurat perquè conté idees bàsiques de liberalisme clàssic i incitava a la revolució de la societat, afegit a l'índex de Librorum prohibitorum.  
En altres paraules, la invenció de la impremta va canviar els rols de poder i font de coneixement que l'Església havia adquirit fins aquella època. Gràcies a la Reforma Protestant la societat va començar un procés d'adaptació i canvi constant, fet que va generar un immens ventall de nous pensaments i noves respostes per a les qüestions pròpies de l'ésser humà, fet que va generar que la figura de rei s'anés dissolvent de la societat, tot i que els organismes catòlics van fer tot el possible per evitar-ho.

### Esfera política
Amb el sorgiment de la impremta es va afavorir el pas de l'Antic règim a la societat contemporània. També va ajudar amb el sorgiment d'idees i va ajudar a establir les bases de govern de molts països d'avui en dia. Gràcies a la impremta es va produir un canvi de pensament religiós i va començar la fi de la unitat cristiana a Europa. Tanmateix, una gran quantitat de guerres van produir-se per les diferències ideològiques i pensaments oposats que van tenir grans conseqüències.

### Esfera econòmica
Dins de l'esfera econòmica, el feudalisme va transformar l'economia en un model capitalista. Gràcies a la revolució industrial, la capacitat de producció de les empreses va créixer exponencialment. El creixement de la indústria de la impressió a tot Europa va crear nous centres i xarxes de poder simbòlic que generalment quedaven fora del control de l'Església i l'estat. A més d'empreses comercials, les primeres impremtes eren institucions culturals; llocs de reunió per a clergues, estudiants i intel·lectuals. No obstant això, és probable que els llibres estiguessin a l'abast i fossin llegits pels artesans i comerciants, de manera que s'ampliaven els horitzons d'aquesta esfera creixent. Amb el pas dels anys, moltes persones col·laboren en la invenció, construcció i elaboració de materials de i per la impremta, permeten l'elaboració de grans tiratges de llibres.
En altres paraules, la construcció i la utilització de la impremta va ser una font de treball molt important, de la qual s'obtenien diners de les vendes de llibres, generaven salaris, i s'invertia en materials per a la impressió, i així és com es van establir llaços comercials amb altres empreses, com ara la del paper.

### Esfera social i cultural
Es crea una estandardització de les llengües vulgars, ja que es poden reproduir textos sense cap mena de variació perquè no estan sota el control de ningú com es feia en els anys anteriors per l'Església. Les llengües vulgars es van imposant per sobre del llatí de mica en mica.
Aquesta invenció permet generar un canvi cultural enorme, partint de la base que tothom tenia accés als llibres, s'obre un nou món del coneixement a l'abast de qualsevol. Gràcies a la impremta, la producció de llibres va millorar d'una forma radiant. Durant els primers anys, els monjos i els escribes copiaven a mà tots aquells llibres o continguts que eren interessants o que es podien fer servir per a culturitzar o inculcar certs aspectes a la societat contemporània. En un principi, la impremta intentava imitar el mateix estil de lletra que la del text o llibre original, tot i que aquest aspecte va desaparèixer per fer còpies d'una forma més ràpida. Gràcies a la impremta, cada cop era més normal veure exemplars de la Bíblia de mides més considerables i assequibles. Dins de l'esfera cultural sorgeix l'anomenada Encyclopédie que comprèn el pensament i el coneixement humà referent al de la segona meitat del segle xviii. La seva creació suposarà un canvi "simbòlic" referent a l'Antic Règim i l'entrada de la nova societat contemporània. La impremta és una de les causes més directes del sorgiment del Renaixement.
Al segle xvi els textos de caràcter religiós eren els més publicats, però a partir del segle xvii prenen el relleu els textos científics, això demostra un canvi dels interessos del lector.
Al segle xviii el llatí queda reduït a una llengua per a l'àmbit cultural i científic.
Sorgeix una nova classe, la burgesia, de comerciants i mercaders que trenquen l'estructura socioeconòmica vigent. Aquest fet fa que augmenti la capacitat analítica i les àrees del coneixement, el que accelera el desenvolupament de la impremta.
Un altre punt on la impremta va ser tenir una influència molt clara va ser en l'alfabetització i en la transmissió de la informació. Gràcies als estudis, podem diferenciar entre dos tipus diferents de fonts d'informació: la científica i la religiosa. Dins la font d'informació científica podem observar com els científics van fer ús de la impremta per commemorar els seus escrits, descobriments i exemplificar les seves teories. Dins del món eclesiàstic, les esglésies podien transmetre el coneixement de Déu més fàcilment. La impremta va ser una dura competidora de l'Església, perquè aquesta permetia realitzar còpies més ràpidament i els escribes dels monestirs no podien competir amb això, per tant, l'Església va perdre el predomini i va deixar de ser la principal distribuïdora i productora de material imprès, fet pel qual, molta gent va començar a qüestionar-la. Amb l'aparició dels llibres, la societat (sobretot els que formaven part d'una bona família) va començar a interessar-se més per les lectures i alhora la seva capacitat d'adquisició de coneixements o idees va millorar substancialment.

### Esfera científica
Entre els segles XVI-XVII l'Humanisme i la revolució científica van patir moltes dificultats, ja que tant l'Església catòlica com la Protestant no estaven d'acord amb els nous descobriments, perquè posaven en dubte totes les seves idees religioses. Els principals problemes van sorgir pels descobriments en astronomia (Nicolau Copèrnic), física, anatomia, fisiologia i botànica.
Van demostrar que eren ciències matemàtiques, per tant, exactes, i això va ser el que a l'Església no va agradar perquè ja no es veien amb poder d'inculcar les seves idees que ja havien quedat desfasades.
La velocitat amb què van accelerar les publicacions científiques també va ser un factor de molta importància, perquè a partir d'aquell instant la ciència podia avançar més ràpidament i això comportà que els processos d'investigació fossin cada cop més ràpids.

### Revolució de la impremta en l'edat moderna
Fabricació de llibres

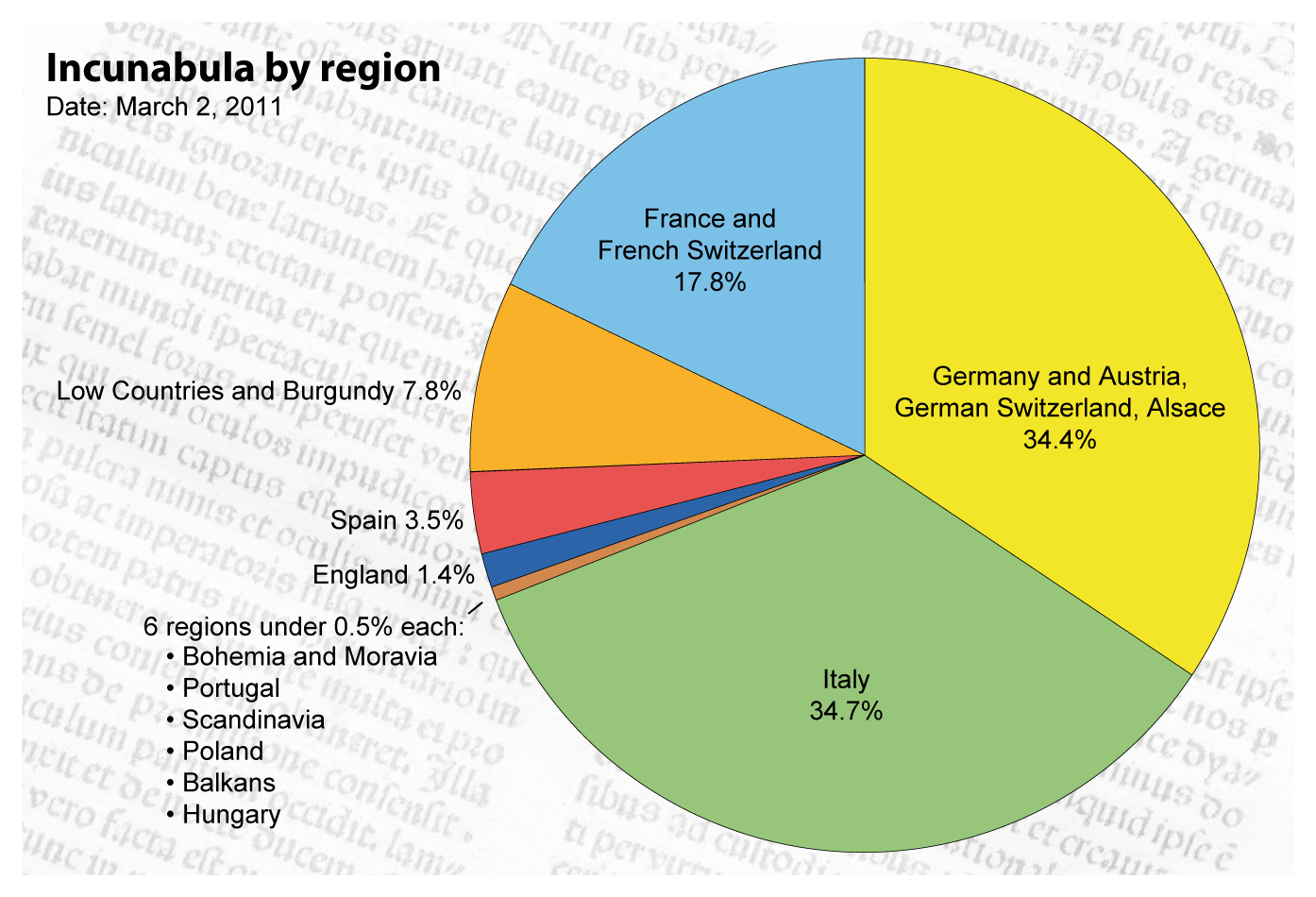
Proporció de llibres impresos el per regió

A principis del segle xvii els tallers tipogràfics encara no havien evolucionat tecnològicament. S'hi utilitzaven les premses de roure accionades per la força humana. Se seguia utilitzant el paper verjurat que estava fet a mà, fulla per fulla, i això alentia el procés de la producció notablement. L'altre procés emprat consistia a tintar les peces metàl·liques que contenien les lletres. Però tots aquests processos tenien els dies comptats, ja que va ser a partir de la industrialització que les arts gràfiques es van veure empentades per la mecanització. Els nous processos tècnics van ser dissenyats per augmentar la producció, abaratir-la i fer-la arribar a tota la societat.
En el segle xviii és quan la impremta experimenta el seu canvi més notori. Va aparèixer un nou sistema anomenat punt Didot, basat en una regla que establia la mida dels cossos tipogràfics, que són els que han heretat els processadors de text actuals.
Durant el segle xix es va produir el gran canvi, els mètodes artesans es van deixar enrere per donar pas als sistemes mecanitzats.

#### El paper
Les màquines per a la fabricació de paper van ser inventades per Nicolas Robert a França, a finals del segle xviii però no van començar a funcionar fins al segle xix a Anglaterra amb els germans Fourdrinier. Gràcies a aquesta màquina es va passar d'imprimir fulls individuals a tires contínues de 10 o 12 metres.

#### Les màquines de vapor
L'ús del paper era cada vegada més abundant, les velles màquines de fusta ja no donaven més de si i van ser substituïdes per les de ferro, més tard gràcies a la màquina de vapor, inventada per Friedrich Koenig, es va poder dur a terme la impremta automàtica. Amb aquest mètode es va aconseguir augmentar la producció, reduir la mà d'obra i abaratir costos.

#### La composició
Amb el temps, els impressors van veure la necessitat de trobar un mètode per conservar la composició, anomenat estereotípia, per tal d'imprimir simultàniament els mateixos textos i amb això tenir l'oportunitat de repetir diverses vegades els mateixos escrits.

### Impremta i sostenibilitat
La indústria gràfica té una llarga trajectòria des de la primera impremta de Gutenberg, cap al 1440. A mitjan 2019 hi havia més de 15.000 empreses gràfiques a l'estat espanyol, un 22,3% del total d'aquestes empreses es trobaven a Catalunya, i era la regió amb major quantitat de companyies de la indústria i la comunicació gràfica a Espanya. El primer quart de segle XXI el futur del sector tenia dos reptes importants, la digitalització i la sostenibilitat. La revolució de les tecnologies digitals va suposar un canvi de paradigma total, amb grans inversions econòmiques. Aquests canvis van suposar un gran pas per afavorir la sostenibilitat, ja que hi havia menys material sobrant i això provocava menys residus i reducció de costos, és a dir, que es van optimitzar els processos de producció.
Un altre avantatge mediambiental de la impressió digital va ser que no utilitzava tintes amb compostos orgànics volàtils (COV), unes substàncies químiques altament contaminats, algunes tintes sobre la base de l'aigua i ultraviolats i sense COV. En paral·lel es van implantar altres mesures per afavorir que l'activitat tingués el mínim impacte possible sobre el medi ambient o per compensar l'impacte, com per exemple la utilització de paper amb certificació de cadena de custòdia PEFC o FSC, aquests certificats són garantia que el paper procedeix de boscos gestionats de forma responsable. La indústria del packaging va començar a reemplaçar el plàstic a favor del paper i el cartó. D'altres indústries varen començar a implantar estudis per calcular l'empremta de carboni per poder compensar-la plantant l'equivalent en arbres. Unes altres transformaven residus plàstics de mars i rius en tèxtils preparats per ser impresos digitalment.

## Expansió de la impremta

### Món
El descobriment gairebé simultani de les rutes marítimes cap a l'Oest i cap a l'Est, i l'establiment del vincle comercial van fer més fàcil la propagació a escala mundial de la impressió. Els comerciants colons exporten impremtes als nous dominis d'ultramar d'Europa.
A les Amèriques la primera impremta d'Europa fou a Mèxic el 1544, i poc després els jesuïtes van començar a expandir-la per Àsia.
Segons Suraiya Faroqhi, la impremta no es va expandir abans arreu del món per falta d'interès i motius religiosos. La impressió de la llengua àrab va quedar prohibida a l'imperi Otomà, per part dels juristes musulmans i els escribes, entre 1489 i 1729, en un principi qui ho intentés s'enfrontava a la pena de mort. No passava el mateix a l'Orient mitjà, que sí que va acceptar impremtes en àrab, produïdes a Venècia on tenien per aquests l'Alcorà.
A l'Índia, els informes són que els jesuïtes presenten una bíblia poliglota de l'emperador Akbar en 1580, però no van aconseguir aixecar gaire curiositat. La East Índia Company, per exemple, va portar una impressora a Surat en 1675, però no va ser capaç de llançar tipus en escriptures indígenes, per la qual cosa l'empresa va fracassar.
A Amèrica del Nord es va aprovar per l'indi Cherokee, Elias Boudinot, que va publicar el primer diari Cherokee Phoenix de la tribu de 1828, en part en la seva llengua materna, l'ús de l'alfabet Cherokee recentment inventat per Sequoyah, el seu compatriota.
En el segle xix, l'arribada de la premsa a l'estil de Gutenberg fins a les costes de Tahití, Hawaii i altres illes del Pacífic, va marcar el final d'un procés de difusió mundial que havia començat gairebé 400 anys abans. Al mateix temps, el "vell estil" de premsa, que ja estava en procés de ser desplaçat per les màquines industrials, com la premsa de vapor i la rotativa, que va partir radicalment des del disseny de Gutenberg, però seguien sent de la mateixa línia de desenvolupament.
A la Xina, la tecnologia de la impremta inventada al segle ix va ser utilitzada fins que el 1807 el missioner anglès Malison va introduir la tecnologia europea que va provocar que la tradicional entrara en decadència d'ús fins a substituir-la.

### Europa

Difusió de la impremta des de Magúncia en el segle XV

El nou art de la impremta va sorgir a Magúncia, però aquest es va estendre ràpidament, en 1470 ja s'havien establert tallers en set ciutats alemanyes i en 1499 ja es coneixia l'art de la impremta en 50 poblacions del país. Molts dels homes que van treballar amb Gutenberg van emigrar fora d'Alemanya i es van disseminar per tot Europa per països com Itàlia, França, Espanya, etc.
El primer lloc on va ser la impremta després d'Alemanya va ser Itàlia, introduït per Conrad Sweynheim i Arnold Pannartz en 1465 després del saqueig de Magúncia. Va ser concretament Itàlia on es va instal·lar la impremta després d'Alemanya, ja que econòmicament, socialment i políticament no eren tan diferents, per l'absència d'un poder central fort, i per una vida municipal intensa i pròspera. A més, Itàlia era un país molt ric en cultura i tenien fortes idees del cristianisme. A Itàlia van desenvolupar bastant el mètode de la impremta, i és mèrit de la tipografia italiana la creació del llibre modern.
C. Sweynheim i A.Pannartz es van instal·lar en el monestir de Santa Escolàstica, a Subiaco, al nord de Roma. Allí van establir un taller i van fer el seu primer llibre a Itàlia, Donato, al que li van seguir tres llibres més. Aquests són importants i estaven representats entre un estil gòtic i l'escriptura romana (utilitzada pels escriptors humanistes). Els dos alemanys no van durar gaire al monestir i es van posar rumb a Roma, a tan sols 48 quilòmetres, i es van instal·lar a casa de Piero i Francesco de Massimi, on van establir el seu taller d'impremta. Aquests van imprimir amb regularitat fins a 1473, però va venir un excés de producció i va haver-hi una situació de crisi econòmica. A causa d'això, aquests van haver de deixar la impremta, encara que Sweynheim es va rendir abans que Pannartz.
En 1469 s'introdueix la impremta a Venècia, a les mans d'un alemany, Johann Spira, que va treballar amb les Epistolae ad familiars de Ciceró, de la qual va treure dues edicions i aquest mateix any va fer Naturalis Història de Plini, ja que els estudiosos volien tenir informació d'aquest llibre tan citat. La Senyoria de Venècia va concedir a Spira el privilegi d'imprimir en exclusiva en aquesta ciutat durant cinc anys, i van reconèixer en un document l'excel·lència del seu treball, especialment per la lletra que utilitzava. A poc a poc la impremta va ser creixent a Itàlia, i es van fer moltes còpies del famós llibre de Plini.
La impremta va passar a formar part del territori francès no a manera d'aventura empresarial, sinó a causa de l'ensenyament dut a terme per dos professors a Sorbona. Tenint en compte que Estrasburg tenia un taller d'impremta en 1960, resulta curiós com no desenvolupà el nou art fins passats 10 anys. La raó principal va ser que a França hi havia una gran difusió de manuscrits,per tant no els feia especial gràcia l'invent de Gutenberg. La impremta s'implanta en tres grans centres tipogràfics: París, Lió i Rouen. Els dos homes que van instal·lar el primer taller a França van ser Guillaume Fichet i Jean Heynlin. Sobre el seu taller d'impremta a la Sorbona es coneixen 30 llibres, encara que el material que usaven era antic i en traslladar-se, el primer que van fer va ser renovar el seu material.
Deixant l'altre taller com a lloc d'aprenentatge, es van formar molts impressors els quals van ser aprenent l'ofici.
En 1478 es va imprimir la primera Bíblia a França. Diversos llibres també es van començar a fer en francès. La impremta es va repartir fins llavors per París inicialment i per Lió, però després va arribar el torn de més províncies franceses com Tolouse, d'entre unes altres fins que la indústria va ser creixent i va portar amb si a molts personatges famosos com Albi, Chambéry, Jean du Pré, entre d'altres.
A Anglaterra la impremta va arribar a les mans de William Caxton. A part d'Alemanya, Anglaterra va ser l'únic país on la impremta la va instaurar un nadiu. Aquest era el segon taller de Caxton, ja que anteriorment va treballar a Bruges. Caxton va triar Westmenister, probablement per la seva proximitat a la Cort i es creu que devia ser l'any 1476. Caxton va publicar el seu primer llibre en 1477, The Recuyell of the Histories of Troye. Durant els tres primers anys va publicar poc menys de 30 llibres.
Amb el pas del temps, a Anglaterra es va aconseguir crear una indústria tipogràfica independent. Hi havia un desig de protegir la indústria nacional i evitar que penetressin les idees luteranes i això va motivar que els reis de la Dinastia Tudor practiquessin una política proteccionista. Això ho podem veure en 1523, ja que es tenia la idea de contractar aprenents que no fossin anglesos. L'estat va concentrar la indústria tipogràfica a Londres i se'n van limitar el nombre de tallers, només es va autoritzar a funcionar les premses que proveïen les universitats d'Oxford, Cambridge i una a la ciutat de York.
El 1481, 30 anys després de la publicació de la Bíblia, a Holanda s'han obert tallers d'impremta en 21 ciutats i pobles. Al seu torn, Itàlia i Alemanya tenien botigues en prop de 40 ciutats en aquest moment.
Segons una petita estimació al voltant de 1500 1000 impremtes estaven en funcionament en tot Europa occidental i havien produït vuit milions de llibres. En el segle xvi, aproximadament uns 20 tallers d'impressió estaven actius en 30 llocs diferents a Hongria.
236 ciutats a Europa tenien premses, i s'estima que vint milions de llibres van ser impresos per a la població europea.
Fins al regnat de Pere el Gran la impressió a Rússia es va mantenir confinada a l'oficina de la impressió creada per Fedorov a Moscou.

### Península Ibèrica
La impremta va arribar a Espanya més tard que a altres països, per la situació perifèrica del país i per la falta d'universitats.
La primera impremta es va instal·lar a Segòvia per poder proporcionar llibres als alumnes estudiants. Aquesta va arribar l'any 1472, gairebé 17 anys després que Gutenberg llancés el seu primer llibre (la Bíblia).
L'activitat tipogràfica a Espanya estava repartida per diverses ciutats, al contrari d'Anglaterra que estava centrada a la capital.
A Madrid no hi va haver tallers d'impremta fins al 1566. A inicis de segle es va instaurar un taller d'impremta a Sevilla, que ocupà una gran importància a la història de la impremta espanyola, ja que J. Cromberger i Jacobo van fer de la ciutat un centre tipogràfic.
Juan Cromberger i un altre impressor de Sevilla van voler dirigir-se a Mèxic, van arribar allà el mes de setembre del mateix any i van publicar Manual d'adults.
També es van obrir grans tallers d'impremta a Salamanca, Saragossa i Valladolid.
La impremta espanyola a començaments de segle presentava una marca heterogènia d'orles i gravats xilogràfics combinats en un tipus gòtic.
Durant el transcurs de segle es van anar obrint nous tallers d'impremta en diverses ciutats d'Espanya, però a finals d'aquest la impremta va començar a declinar, en part per les nombroses guerres produïdes per Felip II, però quan la Cort es va establir a Madrid (nova capital) la població va començar a augmentar i amb ella la demanda de llibres. Fins a 1566 els principals distribuïdors de llibres a Madrid van ser Francisco López, i Alonso Gómez, aquest va arribar a ser impressor del rei.
Una impremta molt important a Espanya va ubicar-se a Saragossa, a mans de Jorge Coci, també d'origen alemany. Aquest es va fer càrrec de la impremta que portaven els germans Hurus. Coci aconseguí fer un monopoli, ja que era l'únic taller d'impremta de tot Aragó. Davant la seva mort el seu gendre es va fer càrrec de la seva impremta. És convenient també parlar de Juan de Yciar, que va ser un gran cal·lígraf i mestre de l'escriptura amb la impremta que va publicar a Saragossa un llibre de gran èxit titulat Arte subtilíssima por la qual se ensenar a escrivir perfectamente.
Amb el pas del temps les tres ciutats espanyoles més antigues foren Sevilla, Barcelona i Salamanca. En aquesta última ciutat espanyola Portonariis va fer una traducció de l'Odissea, que manca d'influència espanyola, ja que es va fer en tipus cursiva de Basilea.
Però l'impressor de Salamanca més important de l'època fou Juan de Porras, d'on la major part de la seva producció era de naturalesa acadèmica. Aquest va ser el principal professor posteriorment de l'orde franciscà espanyol. El seu taller d'impremta es va mantenir en actiu durant vint anys més. En el segle xvi es van imprimir un gran nombre de llibres espanyols fora del país. Posteriorment també es va introduir el tipus romà que era destinat a textos erudits. Encara que aquest estil va ser modificat per les influències del país basc. A més a més també va canviar el gruix dels llibres que van començar a ser més prims, així la lletra resultava més econòmica.

#### Arribada a Barcelona
La impremta arriba a Barcelona entre 1472 i 1473 i molt aviat pren gran importància. A la ciutat comtal hi havia bibliòfils de prestigi, el més il·lustrat va ser Pere Miquel Carbonell.
Els inventaris de llibres de l'època no parlen d'impresos fins al 1477, malgrat que hi ha l'especulació que al 1474 ja funcionava alguna premsa d'impremta a Barcelona. A principis del segle xvi ja hi havia establerts diversos obradors d'impremta. Es comença a crear una indústria del mercat del llibre però queda molt per sota del nivell d'altres ciutats europees. Concretament a Barcelona era dèbil, ja que no comptava amb cap institució d'alta cultura com podien tenir Alcalà o Salamanca. Per tant, la ciutat més que centre d'indústria ho era de comerç.
Els homes més representatius de la història de la impremta a Barcelona van ser: Nicolau Spindeler, Pere Posa, Joan Rosembach, Joan Luschner i Carles Amorós.
Aquest darrer, omple tota la primera meitat del segle xvi. El tipògraf, revelava en els seus treballs l'ambient cultural de la Barcelona renaixentista. Amorós va imprimir alguns llibres importants en català: la primera edició completa de les obres d'Ausiàs March (1543), les Històries e conquestes de Pere Tomic (1543), el text llatí dels Usatges (1544) i les Cròniques d'Espanya de Pere Miquel Carbonell (1574).
Altres tipògrafs representatius de l'època van ser: Pere de Montpezat, Jaume Cortey i Claudi Bornat.
D'altra banda, no hem d'oblidar el paper que van tenir les dones impressores dins el món del llibre i la impremta entre els segles xvi i xix. La majoria d'aquestes dones eren vídues, filles i germanes d'impressors que heretaren el negoci familiar i portaren a càrrec la direcció dels establiments tipogràfics. S'ha donat, però, molt poca importància al paper que van tenir en la història de la impremta, així com l'escassa atribució de l'autoria de la impressora en l'edició d'un llibre en els primers catàlegs tipobibliogràfics. Sovint apareixen en el peu d'impremta i colofó dels llibres identificats de la següent manera: "Viuda de..." o "Viuda e hijos de...".
Les dones no van ser únicament el suport econòmic de les llars, sinó que també varen permetre la continuïtat dels negocis, essent una activitat no gaire estable ni tampoc els encàrrecs que podien rebre; així com la consolidació de la indústria del llibre i dels oficis relacionats: la tipografia, l'enquadernació, la il·lustració o el gravat. La formació de les dones en l'aprenentatge tècnic probablement va ser de forma autodidàctica, i a la vegada rebent instruccions dels marits i pares.
Es creu que la majoria de dones es dedicaren a la composició del text i a l'enquadernació, però existien altres activitats dins la impremta que calia dur a terme: fondre els tipus d'impremta, l'elaboració de la tinta, mullar i assecar el paper, o recollir els plecs. Així, la participació de les dones en l'elaboració dels tipus, el paper o la tinta queda corroborada per la presència d'iconografia existent sobre els tallers d'impremta. I en casos particulars de dones com per exemple, Isabel de Basilea, que elaborava la tinta necessària per a la impremta.

Com a mostra més representativa d'impressores rellevants de l'àmbit català barceloní dels segles xviii-XIX trobem: Maria Àngela Martí, Isabel Jolís Oliver, Eulàlia Ferrer Ribot i Teresa Mas Llach, entre d'altres. Destaca, a banda, la cerverina Antonia Ibarra, per l'aplicació dels caràcters grecs a la composició tipogràfica.

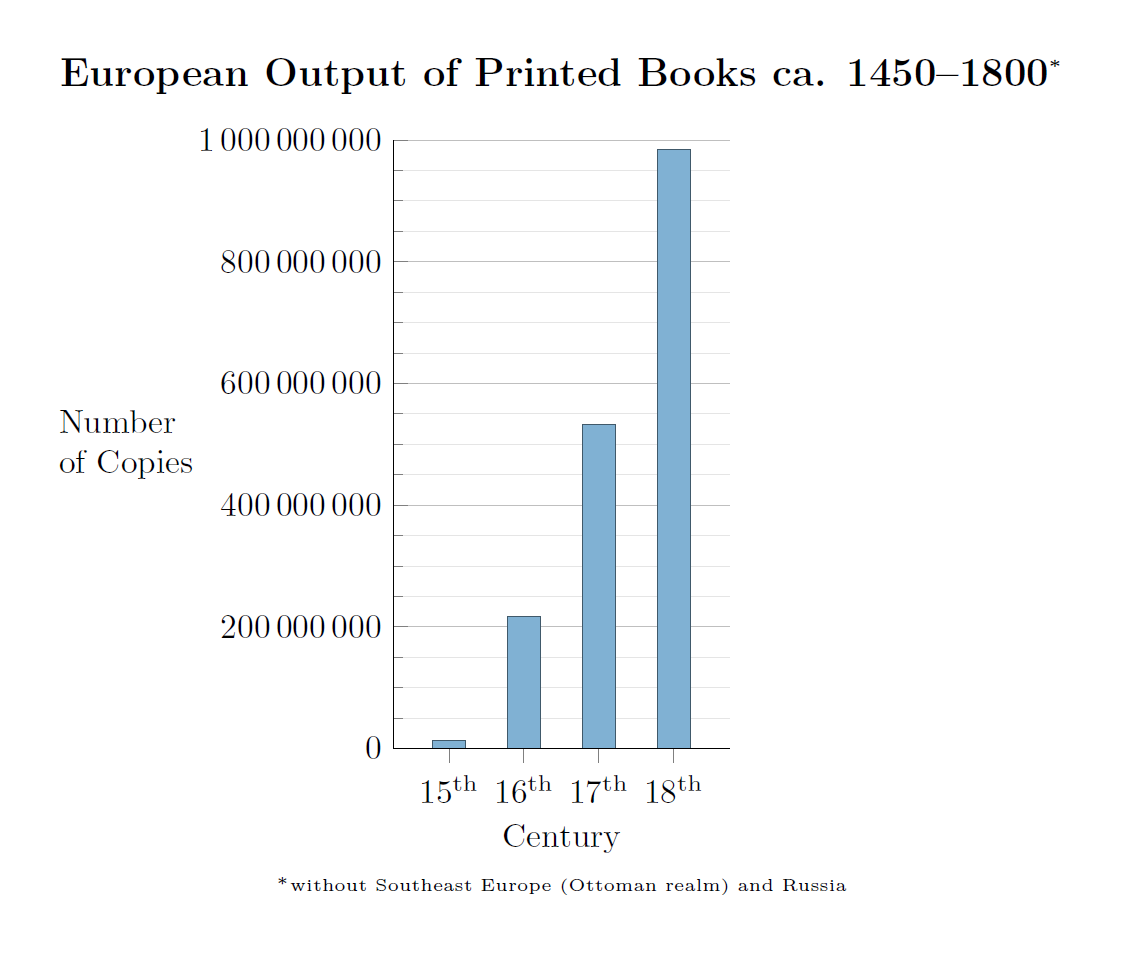
Producció de llibres impresos fins al 1800

#### Arribada a València

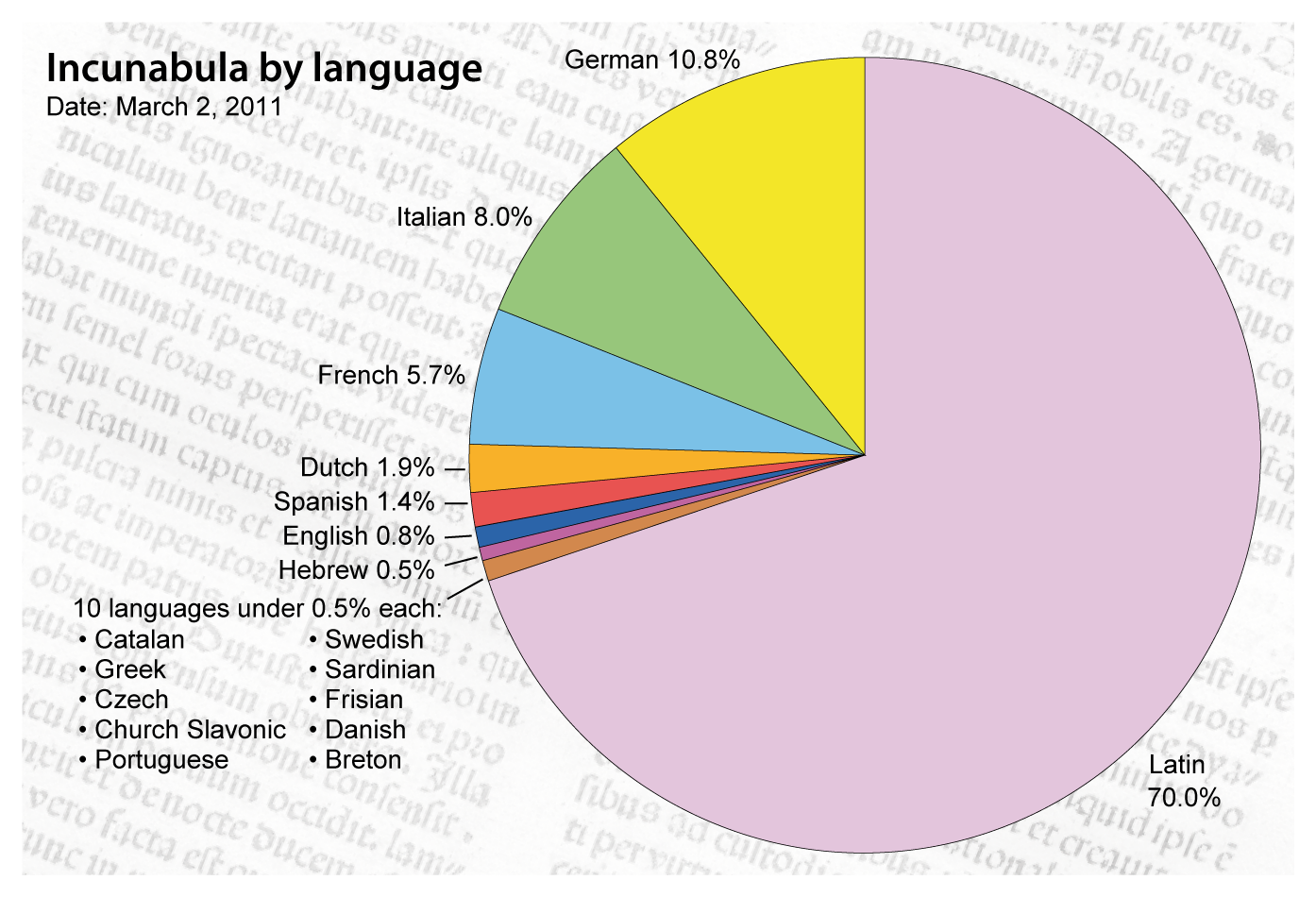
Proporció de llibres impresos el per llengua111

A València arriba la impremta poc després que a Itàlia (1465), França (1470) o Holanda (1473), prova d'alt nivell cultural i de la importància econòmica i mercantil de la ciutat.
La primera obra impresa a València i a tota la península és Les obres o trobes davall scrites les quals tracten de la sacratíssima Verge Maria, que veu la llum el 1474 en la impremta del flamenc Lambert Palmart, deixeble de Gutenberg i el primer negoci va ser format per l'alemany Jacob Vitzlant junt amb Palmart.
El 1477-1478 s'imprimeix també a València l'anomenada Biblia Valenciana, quarta bíblia impresa al món.
Una figura reconeguda de la impremta valenciana fou Joan Baptista Anyes, antierasmista i molt rellevant en l'Humanisme valencià. Va ser el primer que va compondre a València amb caràcters grecs i hebreus. També podem destacar la impremta d'Antonio Bordázar.
Els impressors valencians, en general, tenien més importància i qualitat en la producció que els barcelonins. Els més importants eren: Joan Jofré, occità que imprimeix la Gramàtica de Nebrija (1518) i la primera edició de Blanquerna (1521), el castellà Diego de Gumiel que publicà diverses obres lul·lianes, Jorge Costilla que imprimeix la Suma de todas las crónicas de Narcís Vinyoles (1512) i per acabar Joan Mey, impressor i llibreter que publica l'edició catalana de la Crònica de Pere Antoni Beuter (1538) i la Crònica de Muntaner (1557).
Una de les impressores més destacades del segle xvi és la valenciana Jerònima Galés, pel fet de produir obres de gran qualitat i per haver dirigit el taller d'impremta familiar que van sobreviure als seus dos marits.

## Vocabulari de la impremta
- deixada: tros de text que es deixa sense posar quan es copia o s'escriu al dictat. «El caixista ha fet una deixada i s'haurà de recórrer tot el paràgraf»
- tern: unió de tres plecs, posats els uns dins els altres.